# Hausen im Wiesental
Hausen im Wiesental là một đô thị thuộc Lörrach huyện Baden-Württemberg, Đức
Hausen im Wiesental tọa lạc ở thung lũng Wiese.